# Effondrement de l'Hotel New World
L'effondrement de l'Hotel New World (chinois simplifié : 新世界酒店倒塌事件; malais : Runtuhan Hotel New World; tamoul : நியூ வர்ல்டு சம்பவம் Niyū Varlţu Campavam), un bâtiment de six étages au croisement de Serangoon Road (en) et Owen Road, s'est produit le 15 mars 1986 ; il s'agit de la plus grave catastrophe civile dans l'histoire de Singapour depuis celle du Spyros le 12 octobre 1978. L'hôtel, en s'effondrant brutalement, a piégé 50 personnes dans les décombres. 17 personnes ont pu être sauvées, 33 sont décédées.

## Situation
Le bâtiment, appelé habituellement Hotel New World, portait le nom officiel de Lian Yak Building (chinois : 联益大厦). Achevé en 1971, il comptait six étages et un garage dans le sous-sol. Le locataire principal était l'Hotel New World, auparavant désigné sous le nom de New Serangoon Hotel jusqu'en 1984, et qui occupait les trois derniers étages ; au rez-de-chaussée se trouvait une agence de l'Industrial & Commercial Bank (qui avait fusionné avec United Overseas Bank en 1987). Au deuxième étage se trouvait une boîte de nuit : Universal Neptune Nite-Club and Restaurant. L'immeuble avait connu un accident auparavant, lorsqu'une fuite de monoxyde de carbone avait fait la une dans la presse le 30 août 1975.

## Effondrement
Le 15 mars 1986, le bâtiment se désintègre en moins d'une minute vers 11h25 du matin, ce qui n'a guère permis aux occupants de s'abriter. Les témoins rapportent avoir entendu une explosion avant la catastrophe mais la police a écarté l'éventualité d'une bombe ; néanmoins, l'hypothèse d'une explosion due à un gaz est envisagée.
Les secours mobilisent les membres des Singapore Civil Defence Force (en), Police Tactical Unit (Singapore) (en) (relevant de Singapore Police Force (en)) et Singapore Armed Forces pour dégager les survivants coincés dans les décombres. Ils sont secondés par des experts en percement de tunnels d'origine britannique, irlandaise et japonaise. La dernière survivante est secourue le 18 mars 1986.
Après la catastrophe, les secours ont craint que 300 personnes ne soient piégées dans les décombres, estimation revue ensuite à la baisse avec 100 personnes, puis 60. Finalement, le bilan officiel est annoncé le 22 mars 1986 : 33 décès.

## Enquête
Après avoir examiné plusieurs hypothèses, les enquêteurs découvrent que le poids des installations (mobilier, climatisation...) était hors de cause. L'architecte qui avait conçu le bâtiment avait totalement oublié de tenir compte du poids de l'immeuble lui-même : par conséquent, l'hôtel ne pouvait pas supporter son propre poids et il était voué à s'effondrer tôt ou tard. Le jour précédant la catastrophe, trois colonnes se brisent et les autres, ne pouvant supporter cette contrainte supplémentaire, ne portent plus l'immeuble. D'après Channel News Asia, le Lian Yak Building a été conçu par un dessinateur industriel non qualifié, et non par un ingénieur en bâtiment. L'auteur des plans a surestimé le poids que les colonnes et les murs pouvaient porter,.
À la suite de cette catastrophe, les ingénieurs vérifient d'éventuelles erreurs de conception dans les bâtiments construits pendant les années 1970 ; certains, trop fragiles, sont évacués, y compris deux du Hwa Chong Junior College (en) et du campus de la Catholic High School, Singapore (en) sur Queen Street. Le gouvernement a imposé des lois plus restrictives sur la construction et, depuis 1989, tous les plans doivent être approuvés par des vérificateurs certifiés